# Israel Gutman
Israel Gutman (hebreo: ישראל גוטמן, 20 de mayo de 1923; Varsovia, Polonia - 1 de octubre de 2013; Jerusalén, Israel) fue un sobreviviente israelí nacido en Polonia, e historiador del Holocausto.

## Biografía
Israel (Yisrael) Gutman nació en Varsovia, Polonia. Después de participar y de ser herido en el Levantamiento del Gueto de Varsovia, fue deportado a los campos de concentración de Majdanek, Auschwitz y Mauthausen.

## Obra publicada
- Resistance: The Warsaw Ghetto Uprising[3]
- Anatomy of Auschwitz Death Camp[4]
- The Jews of Poland Between Two World Wars[5]
- Emanuel Ringelblum – The Man and the Historian[6]
- Unequal Victims: Poles and Jews in World War Two